# LRT Televizija
Телевидение ЛPT (лит. LRT televizija) — национальная телевизионная программа публичной телерадиокомпании «Литовское национальное радио и телевидение» (сокр. ЛРТ; лит. Lietuvos nacionalinis radijas ir televizija, LRT).

## История
Начала передаваться 30 апреля 1957 года под названием «ТВ Вильнюс» (лит. TV Vilnius). 
С 26 февраля 1975 года проводится регулярная трансляция телевизионных передач в цветном изображении.
В 1991 году телеканал был переименован в LTV (Литовское телевидение). С апреля 1999 года телеканал носил название LRT, 14 сентября 2002 года было возвращено предыдущее название. Второе переименование в LRT произошло 27 июля 2012 года.
16 февраля 2003 года начал вещание телеканал «LTV2», первоначально вещавший только в Вильнюсе и Каунасе; с 27 июля 2012 года носил название «LRT Kultūra»; с 1 ноября 2018 года носит название «LRT Plius». На телеканале транслируются культурные программы, документальные фильмы, кино, а также спортивные мероприятия. Имеется версия телеканала в формате HD.
С 26 марта 2013 года все телеканалы LRT вещают в формате 16:9. 
20 декабря 2014 года была запущена версия канала «LRT Televizija» в формате HD.

## Программы
Трансляция составляет в среднем 18 часов в сутки и принимается на территории всей страны, а со спутника — во всей Европе (телеканал «LRT Lituanica»). По официальным данным, программу составляют:
- информационные передачи — 26 %
- общественно-публицистические — 11 %
- развлекательные — 11 %
- познавательные — 10 %
- культурные — 7 %
- спортивные — 3 %
- религиозные и передачи для национальных меньшинств — ок. 3 %

Остальная часть приходится на художественные и документальные фильмы и сериалы.
На русском языке передаётся еженедельная 15-минутная культурно-публицистическая передача Олега Курдюкова «Русская улица» (по средам, с повторной трансляцией). В настоящее время программа выходит на телеканале «LRT Plius» (ранее «LRT Kultura»).
Информационные передачи готовит дирекция новостей LRT, корреспондентские пункты которой имеются в Каунасе, Клайпеде, Шяуляе, Паневежисе, Алитусе.
Основные информационные программы:
- «Новости» (Žinios) — в рамках программы «Доброе утро, Литва» по будням выходит каждые полчаса, по субботам - каждый час, а также в рамках программы "Добрый день, Литва" по будням каждый час, в 15:30 (по выходным с сурдопереводом) и в 18:30 (по выходным и праздничным дням с сурдопереводом).
- «Важный час» (Svarbi valanda) - по будням в 18:30;
- «Панорама» (Panorama) — в 20:30 на всех трёх телеканалах LRT (на канале LRT Plius - с сурдопереводом), повторяется ночью на канале LRT Plius и ранним утром на канале LRT Lituanica.
- «Доброе утро, Литва» (Labas rytas, Lietuva) — с 06:00 до 08:55 по будням и с 09:00 до 12:00 по субботам.
- «Добрый день, Литва» (Laba diena, Lietuva) — с 14:00 до 16:00 по будням.
- «Неделя» (Savaitė) — в 19:30 по воскресеньям.